# Amazonmyra
Amazonmyra (Polyergus rufescens) är en art i insektsordningen steklar som tillhör familjen myror. 

## Kännetecken
Amazonmyran har en kroppslängd på 7 till 9 millimeter. Den är en så kallad rövarmyra, det vill säga att den plundrar andra myrarters bon på puppor och för hem dem till sitt eget bo, där de utvecklas till arbetare. 
Amazonmyrans egna arbetare, som är rödbruna i färgen, är därför snarare att betrakta som en sorts soldater och har också för strid gentemot andra myror speciellt anpassade mundelar. De är alla sterila honor och fortplantar sig inte. 
Hos amazonmyran förekommer drottningar, det vill säga fortplantningsdugliga honor, i två olika varianter. Den ena varianten har vingar, den andra inte. I övrigt är drottningarna liksom arbetarna rödbrunaktiga i färgen, men drottningarna är vanligen något större än arbetarna. Kännetecknande för amazonmyrans hanar är en mörkare svartaktig kroppsfärg med ljusa ben, små mundelar och stora ögon.

## Utbredning
Amazonmyrans huvudsakliga utbredningsområde innefattar södra och centrala Europa. I Sverige finns den sällsynt längs kusten till Skåne, Blekinge, Halland, Västergötland och Småland, samt på Öland. I övriga nordiska länder saknas den.

### Status
Amazonmyran har blivit ovanligare i många delar av sitt utbredningsområde och i Sverige är arten ansedd som starkt hotad. Det största hotet mot arten är igenväxning av dess habitat, på grund av upphörande bete. Även i Tyskland är arten starkt hotad.

## Levnadssätt
Amazonmyran är en värmeälskande art som föredrar öppna, torra marker med låg vegetation. Ytterligare en förutsättning för amazonmyrans uppträdande i ett område är att där finns någon annan lämplig myrart från vilken den kan röva slavar, vanligen Formica fusca, men även bon av Formica rufibarbis och Formica cunicularia kan plundras. 